# WTA Тур 1998
WTA Тур 1998 (англ. 1998 Women's Tennis Association Tour) — элитный тур теннисистов-профессионалов, организованный Женской теннисной ассоциацией (WTA). В 1998 году календарь проводился 28-й раз и включал:
- 4 турнира Большого шлема (проводится Международной федерацией тенниса);
- Финал мирового тура в Нью-Йорке, США;
- Кубок Большого шлема в Мюнхене, Германия;
- 9 турниров 1-й категории;
- 15 турниров 2-й категории;
- 12 турниров 3-й категории;
- 11 турниров 4-й категории;
- Кубок Федерации;

## Расписание WTA Тура 1998 года
Ниже представлено полное расписание соревнований WTA Тура 1998 года, со списком победителей и финалистов для одиночных и парных соревнований.
| Турнир Большого шлема |
| Турниры WTA           |

### Январь
| Неделя    | Турнир | Чемпионки (Счёт финала)                          | Финалистки                        |
| --------- | --- | ------------------------------------------------ | --------------------------------- |
| 5 января  | Thalgo Australian Women’s Hardcourts Голд-Кост, Австралия 3-я категория $164,250 — Хард Турнир 1998                                            | Ай Сугияма 7-5, 6-0                              | Мария Венто Кабчи                 |
| 5 января  | Thalgo Australian Women’s Hardcourts Голд-Кост, Австралия 3-я категория $164,250 — Хард Турнир 1998                                            | Елена Лиховцева Ай Сугияма 1-6, 6-3, 6-4         | Ван Шитин Пак Сон Хи              |
| 5 января  | ASB Classic Окленд, Новая Зеландия 4-я категория $107,500 — Хард Турнир 1998                                                                   | Доминик ван Рост 4-6, 7-6(9), 7-5                | Сильвия Фарина                    |
| 5 января  | ASB Classic Окленд, Новая Зеландия 4-я категория $107,500 — Хард Турнир 1998                                                                   | Нана Мияги Тамарин Танасугарн 7-6(1), 6-4        | Жюли Алар-Декюжи Жанетта Гусарова |
| 12 января | Adidas International Сидней, Австралия 2-я категория $342,500 — Хард Турнир 1998                                                               | Аранча Санчес Викарио 6-1, 6-3                   | Винус Уильямс                     |
| 12 января | Adidas International Сидней, Австралия 2-я категория $342,500 — Хард Турнир 1998                                                               | Хелена Сукова Мартина Хингис 6-1, 6-2            | Катрина Адамс Мередит Макграт     |
| 12 января | ANZ Tasmanian International Хобарт, Австралия 4-я категория $107,500 — Хард Турнир 1998                                                        | Патти Шнидер 6-3, 6-2                            | Доминик ван Рост                  |
| 12 января | ANZ Tasmanian International Хобарт, Австралия 4-я категория $107,500 — Хард Турнир 1998                                                        | Вирхиния Руано Паскуаль Паола Суарес 7-6(6), 6-3 | Жюли Алар-Декюжи Жанетта Гусарова |
| 19 января | Открытый чемпионат Австралии Мельбурн, Австралия Турнир Большого шлема $3,217,298 — Хард Одиночный турнир — Парный турнир Турнир смешанных пар | Мартина Хингис 6-3, 6-3                          | Кончита Мартинес                  |
| 19 января | Открытый чемпионат Австралии Мельбурн, Австралия Турнир Большого шлема $3,217,298 — Хард Одиночный турнир — Парный турнир Турнир смешанных пар | Мирьяна Лучич Мартина Хингис 6-4, 2-6, 6-3       | Линдсей Дэвенпорт Наталья Зверева |
| 19 января | Открытый чемпионат Австралии Мельбурн, Австралия Турнир Большого шлема $3,217,298 — Хард Одиночный турнир — Парный турнир Турнир смешанных пар | Джастин Гимельстоб Винус Уильямс 6-2, 6-1        | Цирил Сук Хелена Сукова           |

### Февраль
| Неделя     | Турнир | Чемпионки (Счёт финала)                           | Финалистки                          |
| ---------- | --- | ------------------------------------------------- | ----------------------------------- |
| 2 февраля  | Toray Pan Pacific Open Токио, Япония 1-я категория $926,250 — Ковёр (зал) Одиночный турнир — Парный турнир | Линдсей Дэвенпорт 6-3, 6-3                        | Мартина Хингис                      |
| 2 февраля  | Toray Pan Pacific Open Токио, Япония 1-я категория $926,250 — Ковёр (зал) Одиночный турнир — Парный турнир | Мирьяна Лучич Мартина Хингис 7-5, 6-4             | Линдсей Дэвенпорт Наталья Зверева   |
| 8 февраля  | Open Gaz de France Париж, Франция 2-я категория $450,000 — Хард (зал) Турнир 1998                          | Мэри Пирс 6-3, 7-5                                | Доминик ван Рост                    |
| 8 февраля  | Open Gaz de France Париж, Франция 2-я категория $450,000 — Хард (зал) Турнир 1998                          | Сабина Аппельманс Мириам Ореманс 1-6, 6-3, 7-6(3) | Анна Курникова Лариса Нейланд       |
| 16 февраля | Copa Colsanitas Богота, Колумбия 4-я категория $107,500 — Грунт Турнир 1998                                | Паола Суарес 6-3, 6-4                             | Соня Джейясилан                     |
| 16 февраля | Copa Colsanitas Богота, Колумбия 4-я категория $107,500 — Грунт Турнир 1998                                | Жанетта Гусарова Паола Суарес 3-6, 6-2, 6-3       | Мелисса Манццотта Екатерина Сысоева |
| 16 февраля | Faber Grand Prix Ганновер, Германия 2-я категория $450,000 — Хард (зал) Турнир 1998                        | Патти Шнидер 6-0, 2-6, 7-5                        | Яна Новотна                         |
| 16 февраля | Faber Grand Prix Ганновер, Германия 2-я категория $450,000 — Хард (зал) Турнир 1998                        | Лиза Реймонд Ренне Стаббс 6-1, 6-7(4), 6-3        | Каролина Вис Елена Лиховцева        |
| 23 февраля | Generali Ladies Linz Линц, Австрия 2-я категория $450,000 — Ковёр (зал) Турнир 1998                        | Яна Новотна 6-1, 7-6(2)                           | Доминик ван Рост                    |
| 23 февраля | Generali Ladies Linz Линц, Австрия 2-я категория $450,000 — Ковёр (зал) Турнир 1998                        | Натали Тозья Александра Фусаи 6-3, 3-6, 6-4       | Анна Курникова Лариса Нейланд       |
| 23 февраля | IGA Tennis Classic Оклахома-Сити, США 3-я категория $164,250 — Хард (зал) Турнир 1998                      | Винус Уильямс 6-3, 6-2                            | Йоаннетта Крюгер                    |
| 23 февраля | IGA Tennis Classic Оклахома-Сити, США 3-я категория $164,250 — Хард (зал) Турнир 1998                      | Винус Уильямс Серена Уильямс 7-5, 6-2             | Кэтэлина Кристя Кристин Кюнс        |

### Март
| Неделя   | Турнир                                                                                                   | Чемпионки (Счёт финала)                          | Финалистки                            |
| -------- | --- | ------------------------------------------------ | ------------------------------------- |
| 2 марта  | State Farm Evert Cup Индиан-Уэллс, США 1-я категория $1,250,000 — Хард Одиночный турнир — Парный турнир  | Мартина Хингис 6-3, 6-4                          | Линдсей Дэвенпорт                     |
| 2 марта  | State Farm Evert Cup Индиан-Уэллс, США 1-я категория $1,250,000 — Хард Одиночный турнир — Парный турнир  | Линдсей Дэвенпорт Наталья Зверева 6-4, 2-6, 6-4  | Натали Тозья Александра Фусаи         |
| 16 марта | Lipton Championships Майами, США 1-я категория $1,900,000 — Хард Одиночный турнир — Парный турнир        | Винус Уильямс 2-6, 6-4, 6-1                      | Анна Курникова                        |
| 16 марта | Lipton Championships Майами, США 1-я категория $1,900,000 — Хард Одиночный турнир — Парный турнир        | Яна Новотна Мартина Хингис 6-2, 3-6, 6-3         | Наталья Зверева Аранча Санчес Викарио |
| 30 марта | Family Circle Cup Хилтон-Хед-Айленд, США 1-я категория $926,250 — Грунт Одиночный турнир — Парный турнир | Аманда Кётцер 6-3, 6-4                           | Ирина Спырля                          |
| 30 марта | Family Circle Cup Хилтон-Хед-Айленд, США 1-я категория $926,250 — Грунт Одиночный турнир — Парный турнир | Кончита Мартинес Патрисия Тарабини 3-6, 6-4, 6-4 | Лиза Реймонд Ренне Стаббс             |

### Апрель
| Неделя    | Турнир | Чемпионки (Счёт финала)                                  | Финалистки                                    |
| --------- | --- | -------------------------------------------------------- | --------------------------------------------- |
| 6 апреля  | Bausch & Lomb Championships Амелия-Айленд, США 2-я категория $450,000 — Грунт Турнир 1998                                                          | Мэри Пирс 6-7(8), 6-0, 6-2                               | Кончита Мартинес                              |
| 6 апреля  | Bausch & Lomb Championships Амелия-Айленд, США 2-я категория $450,000 — Грунт Турнир 1998                                                          | Сандра Касик Мэри Пирс 7-6(5), 4-6, 7-6(5)               | Барбара Шетт Патти Шнидер                     |
| 13 апреля | Международный теннисный чемпионат в Макарске Макарска, Хорватия 4-я категория $107,500 — Грунт Турнир 1998                                         | Квета Грдличкова 6-3, 6-1                                | Ли Фан                                        |
| 13 апреля | Международный теннисный чемпионат в Макарске Макарска, Хорватия 4-я категория $107,500 — Грунт Турнир 1998                                         | Тина Крижан Катарина Среботник 7-6(3), 6-1               | Евгения Куликовская Карин Кшвендт             |
| 13 апреля | Открытый чемпионат Японии Токио, Япония 3-я категория $164,250 — Хард Турнир 1998                                                                  | Ай Сугияма 6-3, 6-3                                      | Корина Морариу                                |
| 13 апреля | Открытый чемпионат Японии Токио, Япония 3-я категория $164,250 — Хард Турнир 1998                                                                  | Наоко Кидзимута Нана Мияги 6-3, 4-6, 6-4                 | Эми Фразьер Рика Хираки                       |
| 13 апреля | Кубок Федерации 1998. Четвертьфинал Гент, Бельгия, Хард (зал) Брно, Чехия, Ковёр (зал) Саарбрюккен, Германия, Ковёр (зал) Киауа-Айленд, США, Грунт | Победители Франция 3-2 Швейцария 4-1 Испания 3-2 США 5-0 | Проигравшие Бельгия Чехия Германия Нидерланды |
| 20 апреля | Lotto-Westel 900 Budapest Open Будапешт, Венгрия 4-я категория $107,500 — Грунт Турнир 1998                                                        | Вирхиния Руано Паскуаль 6-4, 4-6, 6-3                    | Сильвия Фарина                                |
| 20 апреля | Lotto-Westel 900 Budapest Open Будапешт, Венгрия 4-я категория $107,500 — Грунт Турнир 1998                                                        | Вирхиния Руано Паскуаль Паола Суарес 4-6, 6-1, 6-1       | Кэтэлина Кристя Лаура Монтальво               |
| 27 апреля | Открытый чемпионат Хорватии Бол, Хорватия 4-я категория $107,500 — Грунт Турнир 1998                                                               | Мирьяна Лучич 6-2, 6-4                                   | Корина Морариу                                |
| 27 апреля | Открытый чемпионат Хорватии Бол, Хорватия 4-я категория $107,500 — Грунт Турнир 1998                                                               | Лаура Монтальво Паола Суарес Без игры                    | Йоаннетта Крюгер Мирьяна Лучич                |
| 27 апреля | Открытый чемпионат Гамбурга Гамбург, Германия 2-я категория $450,000 — Грунт Турнир 1998                                                           | Мартина Хингис 6-3, 7-5                                  | Яна Новотна                                   |
| 27 апреля | Открытый чемпионат Гамбурга Гамбург, Германия 2-я категория $450,000 — Грунт Турнир 1998                                                           | Барбара Шетт Патти Шнидер 7-6(3), 3-6, 6-3               | Яна Новотна Мартина Хингис                    |

### Май
| Неделя | Турнир | Чемпионки (Счёт финала)                          | Финалистки                          |
| ------ | --- | ------------------------------------------------ | ----------------------------------- |
| 4 мая  | Открытый чемпионат Италии Рим, Италия 1-я категория $926,250 — Грунт Одиночный турнир — Парный турнир                                    | Мартина Хингис 6-3, 2-6, 6-3                     | Винус Уильямс                       |
| 4 мая  | Открытый чемпионат Италии Рим, Италия 1-я категория $926,250 — Грунт Одиночный турнир — Парный турнир                                    | Вирхиния Руано Паскуаль Паола Суарес 7-6(1), 6-4 | Аманда Кётцер Аранча Санчес Викарио |
| 11 мая | Открытый чемпионат Германии Берлин, Германия 1-я категория $926,250 — Грунт Одиночный турнир — Парный турнир                             | Кончита Мартинес 6-4, 6-4                        | Амели Моресмо                       |
| 11 мая | Открытый чемпионат Германии Берлин, Германия 1-я категория $926,250 — Грунт Одиночный турнир — Парный турнир                             | Линдсей Дэвенпорт Наталья Зверева 6-3, 6-0       | Натали Тозья Александра Фусаи       |
| 18 мая | Открытый чемпионат Испании Мадрид, Испания 3-я категория $164,250 — Грунт Турнир 1998                                                    | Патти Шнидер 3-6, 6-4, 6-0                       | Доминик ван Рост                    |
| 18 мая | Открытый чемпионат Испании Мадрид, Испания 3-я категория $164,250 — Грунт Турнир 1998                                                    | Доминик ван Рост Флоренсия Лабат 6-3, 6-1        | Рэйчел Маккуиллан Николь Пратт      |
| 18 мая | Международный теннисный турнир в Страсбурге Страсбург, Франция 3-я категория $200,000 — Грунт Турнир 1998                                | Ирина Спырля 7-6(5), 6-3                         | Жюли Алар-Декюжи                    |
| 18 мая | Международный теннисный турнир в Страсбурге Страсбург, Франция 3-я категория $200,000 — Грунт Турнир 1998                                | Натали Тозья Александра Фусаи 6-4, 6-3           | Яюк Басуки Каролин Вис              |
| 25 мая | Открытый чемпионат Франции Париж, Франция Турнир Большого шлема $4,105,011 — Грунт Одиночный турнир — Парный турнир Турнир смешанных пар | Аранча Санчес Викарио 4-6, 7-5, 6-2              | Моника Селеш                        |
| 25 мая | Открытый чемпионат Франции Париж, Франция Турнир Большого шлема $4,105,011 — Грунт Одиночный турнир — Парный турнир Турнир смешанных пар | Яна Новотна Мартина Хингис 6-1, 7-6(4)           | Линдсей Дэвенпорт Наталья Зверева   |
| 25 мая | Открытый чемпионат Франции Париж, Франция Турнир Большого шлема $4,105,011 — Грунт Одиночный турнир — Парный турнир Турнир смешанных пар | Джастин Гимелстоб Винус Уильямс 6-4, 6-4         | Луис Лобо Серена Уильямс            |

### Июнь
| Неделя  | Турнир | Чемпионки (Счёт финала)                                 | Финалистки                                      |
| ------- | --- | ------------------------------------------------------- | ----------------------------------------------- |
| 8 июня  | DFS Classic Бирмингем, Великобритания 3-я категория $164,250 — Трава Турнир 1998                                                            | Турнир отменён перед полуфиналами из-за дождей.         | Турнир отменён перед полуфиналами из-за дождей. |
| 8 июня  | DFS Classic Бирмингем, Великобритания 3-я категория $164,250 — Трава Турнир 1998                                                            | Жюли Алар-Декюжи Элс Калленс 2-6, 6-4, 6-4              | Лиза Реймонд Ренне Стаббс                       |
| 15 июня | Direct Line International Championships Истборн, Великобритания 2-я категория $450,000 — Трава Турнир 1998                                  | Яна Новотна 6-1, 7-5                                    | Аранча Санчес Викарио                           |
| 15 июня | Direct Line International Championships Истборн, Великобритания 2-я категория $450,000 — Трава Турнир 1998                                  | Мариан де Свардт Яна Новотна 6-1, 6-3                   | Наталья Зверева Аранча Санчес Викарио           |
| 15 июня | Чемпионат Росмалена Хертогенбос, Нидерланды 3-я категория $164,250 — Трава Турнир 1998                                                      | Жюли Алар-Декюжи 6-3, 6-4                               | Мириам Ореманс                                  |
| 15 июня | Чемпионат Росмалена Хертогенбос, Нидерланды 3-я категория $164,250 — Трава Турнир 1998                                                      | Сабина Аппельманс Мириам Ореманс 6-7(4), 7-6(6), 7-6(5) | Кэтэлина Кристя Ева Мелихарова                  |
| 22 июня | Уимблдонский турнир Уимблдон, Великобритания Турнир Большого шлема $4,404,163 — Трава Одиночный турнир — Парный турнир Турнир смешанных пар | Яна Новотна 6-4, 7-6(2)                                 | Натали Тозья                                    |
| 22 июня | Уимблдонский турнир Уимблдон, Великобритания Турнир Большого шлема $4,404,163 — Трава Одиночный турнир — Парный турнир Турнир смешанных пар | Яна Новотна Мартина Хингис 6-3, 3-6, 8-6                | Линдсей Дэвенпорт Наталья Зверева               |
| 22 июня | Уимблдонский турнир Уимблдон, Великобритания Турнир Большого шлема $4,404,163 — Трава Одиночный турнир — Парный турнир Турнир смешанных пар | Максим Мирный Серена Уильямс 6-4, 6-4                   | Махеш Бхупати Мирьяна Лучич                     |

### Июль
| Неделя  | Турнир                                                                                              | Чемпионки (Счёт финала)                       | Финалистки                         |
| ------- | --------------------------------------------------------------------------------------------------- | --------------------------------------------- | ---------------------------------- |
| 6 июля  | Открытый чемпионат Австрии Мариа-Ланковиц, Австрия 4-я категория $107,500 — Грунт Турнир 1998       | Патти Шнидер 6-2, 4-6, 6-3                    | Гала Леон-Гарсия                   |
| 6 июля  | Открытый чемпионат Австрии Мариа-Ланковиц, Австрия 4-я категория $107,500 — Грунт Турнир 1998       | Лаура Монтальво Паола Суарес 6-1, 6-2         | Тина Крижан Катарина Среботник     |
| 6 июля  | Skoda Czech Open Прага, Чехия 3-я категория $160,000 — Грунт Турнир 1998                            | Яна Новотна 6-3, 6-0                          | Сандрин Тестю                      |
| 6 июля  | Skoda Czech Open Прага, Чехия 3-я категория $160,000 — Грунт Турнир 1998                            | Карина Габшудова Сильвия Фарина 2-6, 6-1, 6-2 | Квета Грдличкова Михаэла Паштикова |
| 13 июля | Polsat Warsaw Open Варшава, Польша 3-я категория $164,250 — Грунт Турнир 1998                       | Кончита Мартинес 6-1, 6-1                     | Сильвия Фарина                     |
| 13 июля | Polsat Warsaw Open Варшава, Польша 3-я категория $164,250 — Грунт Турнир 1998                       | Карина Габшудова Ольга Лугина 7-6(2), 7-5     | Карин Кшвендт Лизель Хорн          |
| 13 июля | Международный теннисный турнир в Палермо Палермо, Италия 4-я категория $107,500 — Грунт Турнир 1998 | Патти Шнидер 6-1, 5-7, 6-2                    | Барбара Шетт                       |
| 13 июля | Международный теннисный турнир в Палермо Палермо, Италия 4-я категория $107,500 — Грунт Турнир 1998 | Елена Вагнер Павлина Стоянова 6-4, 6-2        | Барбара Шетт Патти Шнидер          |
| 20 июля | Кубок Федерации 1998. Полуфинал Сьон, Швейцария, Грунт Мадрид, Испания, Грунт                       | Победители Швейцария 5-0 Испания 3-2          | Проигравшие Франция США            |
| 27 июля | Prokom Polish Open Сопот, Польша 4-я категория $107,500 — Грунт Турнир 1998                         | Генриета Надьова 6-3, 5-7, 6-1                | Елена Вагнер                       |
| 27 июля | Prokom Polish Open Сопот, Польша 4-я категория $107,500 — Грунт Турнир 1998                         | Хелена Вилдова Квета Грдличкова 6-3, 6-2      | Оса Карлссон Седа Норландер        |
| 27 июля | Bank of the West Classic Станфорд, США 2-я категория $450,000 — Хард Турнир 1998                    | Линдсей Дэвенпорт 6-4, 5-7, 6-4               | Винус Уильямс                      |
| 27 июля | Bank of the West Classic Станфорд, США 2-я категория $450,000 — Хард Турнир 1998                    | Линдсей Дэвенпорт Наталья Зверева 6-4, 6-4    | Лариса Нейланд Елена Татаркова     |

### Август
| Неделя     | Турнир | Чемпионки (Счёт финала)                    | Финалистки                          |
| ---------- | --- | ------------------------------------------ | ----------------------------------- |
| 3 августа  | Toshiba Classic Сан-Диего, США 2-я категория $450,000 — Хард Турнир 1998                                                                              | Линдсей Дэвенпорт 6-3, 6-1                 | Мэри Пирс                           |
| 3 августа  | Toshiba Classic Сан-Диего, США 2-я категория $450,000 — Хард Турнир 1998                                                                              | Линдсей Дэвенпорт Наталья Зверева 6-2, 6-1 | Натали Тозья Александра Фусаи       |
| 3 августа  | ENKA Open Стамбул, Турция 4-я категория $107,500 — Хард Турнир 1998                                                                                   | Генриета Надьова 6-4, 3-6, 7-6(9)          | Ольга Барабанщикова                 |
| 3 августа  | ENKA Open Стамбул, Турция 4-я категория $107,500 — Хард Турнир 1998                                                                                   | Майке Бабель Лоранс Куртуа 6-0, 6-2        | Оса Карлссон Флоренсия Лабат        |
| 10 августа | Кубок Бостона Бостон, США 3-я категория $164,250 — Хард Турнир 1998                                                                                   | Мариан де Свардт 3-6, 7-6(4), 7-5          | Барбара Шетт                        |
| 10 августа | Кубок Бостона Бостон, США 3-я категория $164,250 — Хард Турнир 1998                                                                                   | Лиза Реймонд Ренне Стаббс 6-4, 6-4         | Мариан де Свардт Мэри-Джо Фернандес |
| 10 августа | Acura Classic Манхэттен-Бич, США 2-я категория $450,000 — Хард Турнир 1998                                                                            | Линдсей Дэвенпорт 4-6, 6-4, 6-3            | Мартина Хингис                      |
| 10 августа | Acura Classic Манхэттен-Бич, США 2-я категория $450,000 — Хард Турнир 1998                                                                            | Наталья Зверева Мартина Хингис 6-4, 6-2    | Тамарин Танасугарн Елена Татаркова  |
| 17 августа | Du Maurier Open Монреаль, Канада 1-я категория $926,250 — Хард Одиночный турнир — Парный турнир                                                       | Моника Селеш 6-3, 6-2                      | Аранча Санчес Викарио               |
| 17 августа | Du Maurier Open Монреаль, Канада 1-я категория $926,250 — Хард Одиночный турнир — Парный турнир                                                       | Яна Новотна Мартина Хингис 6-3, 6-4        | Яюк Басуки Каролин Вис              |
| 24 августа | Pilot Pen Tennis Нью-Хэйвен, США 2-я категория $450,000 — Хард Турнир 1998                                                                            | Штеффи Граф 6-4, 6-1                       | Яна Новотна                         |
| 24 августа | Pilot Pen Tennis Нью-Хэйвен, США 2-я категория $450,000 — Хард Турнир 1998                                                                            | Натали Тозья Александра Фусаи 6-1, 6-0     | Мариан де Свардт Яна Новотна        |
| 31 августа | Открытый чемпионат США Нью-Йорк, США Турнир Большого шлема $6,012,000 — Хард — 128S/96Q/64D/32X Одиночный турнир — Парный турнир Турнир смешанных пар | Линдсей Дэвенпорт 6-3, 7-5                 | Мартина Хингис                      |
| 31 августа | Открытый чемпионат США Нью-Йорк, США Турнир Большого шлема $6,012,000 — Хард — 128S/96Q/64D/32X Одиночный турнир — Парный турнир Турнир смешанных пар | Яна Новотна Мартина Хингис 6-3, 6-3        | Линдсей Дэвенпорт Наталья Зверева   |
| 31 августа | Открытый чемпионат США Нью-Йорк, США Турнир Большого шлема $6,012,000 — Хард — 128S/96Q/64D/32X Одиночный турнир — Парный турнир Турнир смешанных пар | Максим Мирный Серена Уильямс 6-2, 6-2      | Патрик Гэлбрайт Лиза Реймонд        |

### Сентябрь
| Неделя      | Турнир                                                                                | Чемпионки (Счёт финала)              | Финалистки                               |
| ----------- | ------------------------------------------------------------------------------------- | ------------------------------------ | ---------------------------------------- |
| 14 сентября | Кубок Федерации 1998. Финал Женева, Швейцария, Хард (зал)                             | Победитель Испания 3-2               | Финалист Швейцария                       |
| 21 сентября | Toyota Princess Cup Токио, Япония 2-я категория $450,000 — Хард Турнир 1998           | Моника Селеш 4-6, 6-3, 6-4           | Аранча Санчес Викарио                    |
| 21 сентября | Toyota Princess Cup Токио, Япония 2-я категория $450,000 — Хард Турнир 1998           | Анна Курникова Моника Селеш 6-4, 6-4 | Аранча Санчес Викарио Мэри-Джо Фернандес |
| 28 сентября | Кубок Большого шлема Мюнхен, Германия Выставочный $2,450,000 — Хард (зал) Турнир 1998 | Винус Уильямс 6-2, 3-6, 6-2          | Патти Шнидер                             |

### Октябрь
| Неделя     | Турнир | Чемпионки (Счёт финала)                             | Финалистки                           |
| ---------- | --- | --------------------------------------------------- | ------------------------------------ |
| 5 октября  | Porsche Tennis Grand Prix Фильдерштадт, Германия 2-я категория $450,000 — Хард (зал) Турнир 1998                 | Сандрин Тестю 7-5, 6-3                              | Линдсей Дэвенпорт                    |
| 5 октября  | Porsche Tennis Grand Prix Фильдерштадт, Германия 2-я категория $450,000 — Хард (зал) Турнир 1998                 | Линдсей Дэвенпорт Наталья Зверева 6-4, 6-2          | Анна Курникова Аранча Санчес Викарио |
| 12 октября | Открытый чемпионат Цюриха Цюрих, Швейцария 1-я категория $926,250 — Ковёр (зал) Одиночный турнир — Парный турнир | Линдсей Дэвенпорт 7-5, 6-3                          | Винус Уильямс                        |
| 12 октября | Открытый чемпионат Цюриха Цюрих, Швейцария 1-я категория $926,250 — Ковёр (зал) Одиночный турнир — Парный турнир | Винус Уильямс Серена Уильямс 5-7, 6-1, 6-3          | Мариан де Свардт Елена Татаркова     |
| 19 октября | Кубок Кремля Москва, Россия 1-я категория $1,000,000 — Ковёр (зал) Одиночный турнир — Парный турнир              | Мэри Пирс 7-6(2), 6-3                               | Моника Селеш                         |
| 19 октября | Кубок Кремля Москва, Россия 1-я категория $1,000,000 — Ковёр (зал) Одиночный турнир — Парный турнир              | Наталья Зверева Мэри Пирс 6-3, 6-4                  | Лиза Реймонд Ренне Стаббс            |
| 26 октября | Bell Challenge Квебек, Канада 3-я категория $164,250 — Ковёр (зал) Турнир 1998                                   | Тара Снайдер 4-6, 6-4, 7-6(6)                       | Чанда Рубин                          |
| 26 октября | Bell Challenge Квебек, Канада 3-я категория $164,250 — Ковёр (зал) Турнир 1998                                   | Лори Макнил Кимберли По 6-7(3), 7-5, 6-4            | Чанда Рубин Сандрин Тестю            |
| 26 октября | SEAT Open Люксембург, Люксембург 3-я категория $164,250 — Ковёр (зал) Турнир 1998                                | Мэри Пирс 6-0, 2-0 — отказ                          | Сильвия Фарина                       |
| 26 октября | SEAT Open Люксембург, Люксембург 3-я категория $164,250 — Ковёр (зал) Турнир 1998                                | Елена Лиховцева Ай Сугияма 6-7(3), 6-3, 2-0 — отказ | Лариса Нейланд Елена Татаркова       |

### Ноябрь
| Неделя    | Турнир | Чемпионки (Счёт финала)                            | Финалистки                    |
| --------- | --- | -------------------------------------------------- | ----------------------------- |
| 2 ноября  | Кубок Лейпцига Лейпциг, Германия 2-я категория $450,000 — Ковёр (зал) Турнир 1998                                 | Штеффи Граф 6-3, 6-4                               | Натали Тозья                  |
| 2 ноября  | Кубок Лейпцига Лейпциг, Германия 2-я категория $450,000 — Ковёр (зал) Турнир 1998                                 | Елена Лиховцева Ай Сугияма 6-3, 6-7(2), 6-1        | Манон Боллеграф Ирина Спырля  |
| 9 ноября  | Advanta Championships Филадельфия, США 2-я категория $450,000 — Ковёр (зал) Турнир 1998                           | Штеффи Граф 4-6, 6-3, 6-4                          | Линдсей Дэвенпорт             |
| 9 ноября  | Advanta Championships Филадельфия, США 2-я категория $450,000 — Ковёр (зал) Турнир 1998                           | Елена Лиховцева Ай Сугияма 7-5, 4-6, 6-2           | Наталья Зверева Моника Селеш  |
| 16 ноября | Итоговый чемпионат WTA Нью-Йорк, США Итоговый чемпионат $2,000,000 — Ковёр (зал) Одиночный турнир — Парный турнир | Мартина Хингис 7-5, 6-4, 4-6, 6-2                  | Линдсей Дэвенпорт             |
| 16 ноября | Итоговый чемпионат WTA Нью-Йорк, США Итоговый чемпионат $2,000,000 — Ковёр (зал) Одиночный турнир — Парный турнир | Линдсей Дэвенпорт Наталья Зверева 6-7(6), 7-5, 6-3 | Натали Тозья Александра Фусаи |
| 16 ноября | Открытый чемпионат Паттайи Паттайя, Таиланд 4-я категория $107,500 — Хард Турнир 1998                             | Жюли Алар-Декюжи 6-1, 6-2                          | Ли Фан                        |
| 16 ноября | Открытый чемпионат Паттайи Паттайя, Таиланд 4-я категория $107,500 — Хард Турнир 1998                             | Жюли Алар-Декюжи Элс Калленс 3-6, 6-2, 6-2         | Александра Ольша Рика Хираки  |

## Рейтинг WTA

### Одиночный рейтинг
| Рейтинг WTA 1998 года | Рейтинг WTA 1998 года | Рейтинг WTA 1998 года | Рейтинг WTA 1998 года | Рейтинг WTA 1998 года |
| #                     | Теннисистка           | Очки                  | 1997                  | +/-                   |
| --------------------- | --------------------- | --------------------- | --------------------- | --------------------- |
| 1                     | Линдсей Дэвенпорт     | 5 654                 | 3                     | ▲ 2                   |
| 2                     | Мартина Хингис        | 5 366                 | 1                     | ▼ 1                   |
| 3                     | Яна Новотна           | 3 734                 | 2                     | ▼ 1                   |
| 4                     | Аранча Санчес Викарио | 3 417                 | 9                     | ▲ 5                   |
| 5                     | Винус Уильямс         | 3 262                 | 22                    | ▲ 17                  |
| 6                     | Моника Селеш          | 3 226                 | 5                     | ▼ 1                   |
| 7                     | Мэри Пирс             | 2 414                 | 7                     | ▬                     |
| 8                     | Кончита Мартинес      | 2 331                 | 12                    | ▲ 4                   |
| 9                     | Штеффи Граф           | 2 261                 | 28                    | ▲ 19                  |
| 10                    | Натали Тозья          | 2 259                 | 11                    | ▲ 1                   |
| 11                    | Патти Шнидер          | 2 256                 | 26                    | ▲ 15                  |
| 12                    | Доминик ван Рост      | 2 073                 | 18                    | ▲ 6                   |
| 13                    | Анна Курникова        | 1 971                 | 32                    | ▲ 19                  |
| 14                    | Сандрин Тестю         | 1 898                 | 13                    | ▼ 1                   |
| 15                    | Ирина Спырля          | 1 830                 | 8                     | ▼ 7                   |
| 16                    | Наталья Зверева       | 1 770                 | 25                    | ▲ 9                   |
| 17                    | Аманда Кётцер         | 1 752                 | 4                     | ▼ 13                  |
| 18                    | Ай Сугияма            | 1 398                 | 20                    | ▲ 2                   |
| 19                    | Сильвия Фарина        | 1 389                 | 43                    | ▲ 24                  |
| 20                    | Серена Уильямс        | 1 301                 | 99                    | ▲ 79                  |

### Парный рейтинг (Игроки)
| Рейтинг WTA 1998 года | Рейтинг WTA 1998 года | Рейтинг WTA 1998 года | Рейтинг WTA 1998 года | Рейтинг WTA 1998 года |
| #                     | Теннисистка           | Очки                  | 1997                  | +/-                   |
| --------------------- | --------------------- | --------------------- | --------------------- | --------------------- |
| 1                     | Наталья Зверева       | 4 994                 | 1                     | ▬                     |
| 2                     | Мартина Хингис        | 4 816                 | 3                     | ▲ 1                   |
| 3                     | Яна Новотна           | 4 022                 | 6                     | ▲ 3                   |
| 4                     | Линдсей Дэвенпорт     | 3 945                 | 2                     | ▼ 2                   |
| 5                     | Лиза Реймонд          | 2 617                 | 12                    | ▲ 7                   |
| 5                     | Ренне Стаббс          | 2 617                 | 34                    | ▲ 29                  |
| 7                     | Натали Тозья          | 2 386                 | 13                    | ▲ 6                   |
| 8                     | Александра Фусаи      | 2 386                 | 14                    | ▲ 6                   |
| 9                     | Елена Лиховцева       | 2 101                 | 24                    | ▲ 15                  |
| 10                    | Анна Курникова        | 2 067                 | 40                    | ▲ 30                  |
| 11                    | Лариса Нейланд        | 2 010                 | 9                     | ▼ 2                   |
| 12                    | Аранча Санчес Викарио | 1 925                 | 5                     | ▼ 7                   |
| 13                    | Ай Сугияма            | 1 857                 | 25                    | ▲ 12                  |
| 14                    | Патрисия Тарабини     | 1 773                 | 17                    | ▲ 3                   |
| 15                    | Каролин Вис           | 1 687                 | 11                    | ▼ 4                   |
| 16                    | Кончита Мартинес      | 1 605                 | 19                    | ▲ 3                   |
| 17                    | Мариан де Свардт      | 1 525                 | 63                    | ▲ 46                  |
| 18                    | Манон Боллеграф       | 1 480                 | 7                     | ▼ 11                  |
| 19                    | Яюк Басуки            | 1 444                 | 15                    | ▼ 4                   |
| 20                    | Мирьяна Лучич         | 1 405                 | —                     |                       |